# Hank Williams
(Hank Williams, da Ramblin' Man, 1952)
Hiram King Williams, detto Hank (Mount Olive, 17 settembre 1923 – Oak Hill, 1º gennaio 1953), è stato un cantautore statunitense.
Considerato uno dei più influenti musicisti americani del XX secolo, Williams è nel tempo divenuto icona della musica country e del rock 'n' roll. Tra dei maggiori autori del genere honky tonk e country, Williams scrisse numerose canzoni di successo, e le sue esibizioni dal vivo, cariche di carisma, unite ad uno stile originale, contribuirono alla sua fama. La poliedricità del suo stile spazia tra brani ritenuti pietre miliari del country ad altre che sono considerate classici del pop, del gospel, e del rock and roll.
Spesso definito come una vera e propria leggenda americana, egli ha fortemente influenzato la cultura statunitense diventando oggetto di pellicole, analisi poetiche e scritti, oltre a divenire un'importante fonte di ispirazione per numerosi musicisti e artisti a lui successivi.
Alcuni dei suoi brani più noti sono I Saw The Light, Lovesick Blues, Your Cheatin Heart e I'm So Lonesome I Could Cry, Jambalaya (On the Bayou) e Hey Good Lookin'.
I suoi discendenti sono anche loro musicisti affermati: suo figlio Hank Williams Jr., sua figlia Jett Williams, ed i suoi nipoti Hank Williams III e Holly Williams sono tutti cantautori professionisti.
Williams è uno degli artisti più registrati di sempre, tra le star internazionali che hanno interpretato i suoi classici vi sono Elvis Presley, Bob Dylan, Jerry Lee Lewis, Aretha Franklin, Ray Charles, Nat King Cole, Van Morrison, Tony Bennett, Chuck Berry, Johnny Cash, James Brown, Paul Anka, Roy Orbison, Don McLean, Dean Martin, Fats Domino, i The Carpenters, Carl Perkins, Norah Jones, Louis Armstrong, gli Alabama e numerosi altri.

## Biografia

### Primi anni

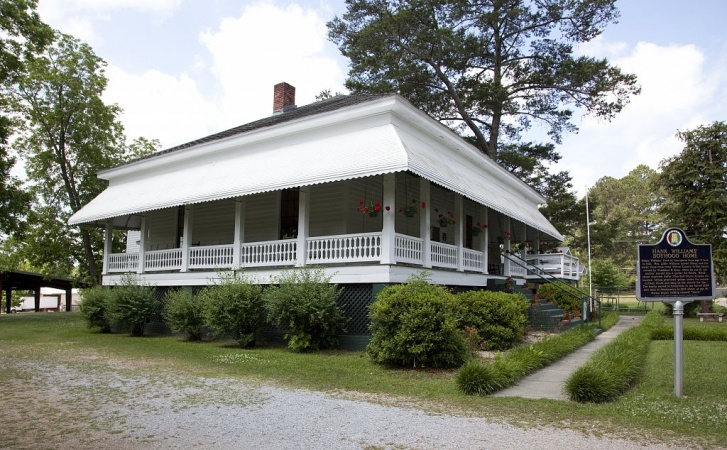
Casa della famiglia Williams, Georgiana, Alabama

Hiram King Williams nacque nel 1923 nella piccola città di Mount Olive, a circa dodici chilometri a sud ovest di Georgiana, in Alabama.. Nacque con una malformazione alla colonna vertebrale, la spina bifida; il dolore che ne derivò fu una delle cause per cui nella vita abusò di alcool e morfina. I suoi genitori erano Elonzo "Lon" Huble Williams, capotreno e veterano della prima guerra mondiale, e Lillybelle Williams. Aveva anche una sorella maggiore, Irene.

### Adolescenza
L'infanzia di Williams fu duramente segnata dall'assenza del padre, che rimase ricoverato per otto anni nell'ospedale di Pensacola dopo aver subito la rottura di un aneurisma nel cervello. La famiglia Williams si trasferì a Georgiana e visse negli anni della Grande depressione grazie ai duri turni notturni che la madre effettuava all'ospedale ed ai lavoretti di Hiram e della sorella. Nonostante tutto riuscirono a tirare avanti anche grazie alla pensione da veterano del padre.
Nel 1931 Hank e la sorella furono mandati a Fountain, in Alabama, dagli zii Walter e Alice McNeil, ed il figlio di questi, J.C., di sei anni più vecchio di Hiram. Qui Williams acquisì due abitudini che contraddistinsero la sua vita: imparò dalla zia Alice a suonare la chitarra e dal cugino J.C. a bere whiskey smodatamente.
Dopo qualche anno i Williams tornarono a Georgiana, dove Hank incontrò il bluesman nero Rufus Payne, musicista di strada. Questi fu una figura importantissima per il futuro divo del country, di cui fu il mentore. Nel 1934 la famiglia si trasferì a Greenville, dove Lillie aprì un'attività in proprio ed Hank riuscì a passare più tempo con Payne (che viveva appunto a Greenville), con cui a volte passava intere notti suonando. Nel 1937, dopo una rissa fra Hank e il suo professore di ginnastica, sua madre decise di spostarsi di nuovo. La famiglia Williams si stabilì allora a Montgomery.

### inizi

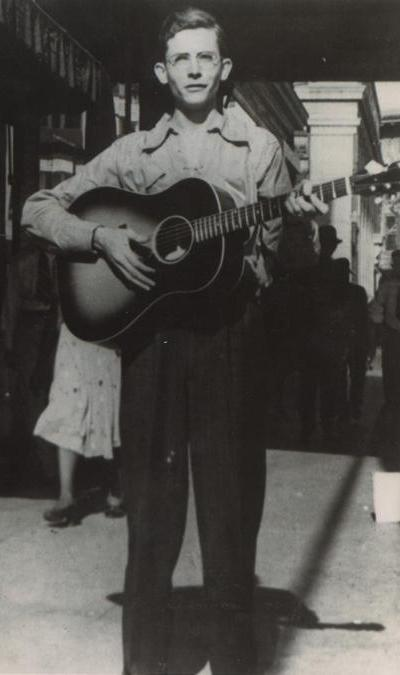
Hank Williams a Montgomery, Alabama, 1938

Nel luglio 1937 le due famiglie, Williams e McNeil, aprirono insieme una pensione. Fu in questo periodo che Hiram cambiò definitivamente il nome in Hank, che riteneva più adatto per una carriera musicale. Dopo scuola e nei weekend Hank suonava la sua chitarra Silverston sul marciapiede davanti alla radio WSFA; i produttori della stazione lo notarono rapidamente, e dopo un primo passaggio in onda, col nome di "Singin Kid", seguì il primo contratto (due volte alla settimana per 15 dollari). Nell'agosto 1938 il padre Lon venne dimesso per un breve periodo, per assistere al compleanno del figlio, ma Hank avrebbe sempre detto che si considerava orfano di padre.

### Con i Drifting Cowboys

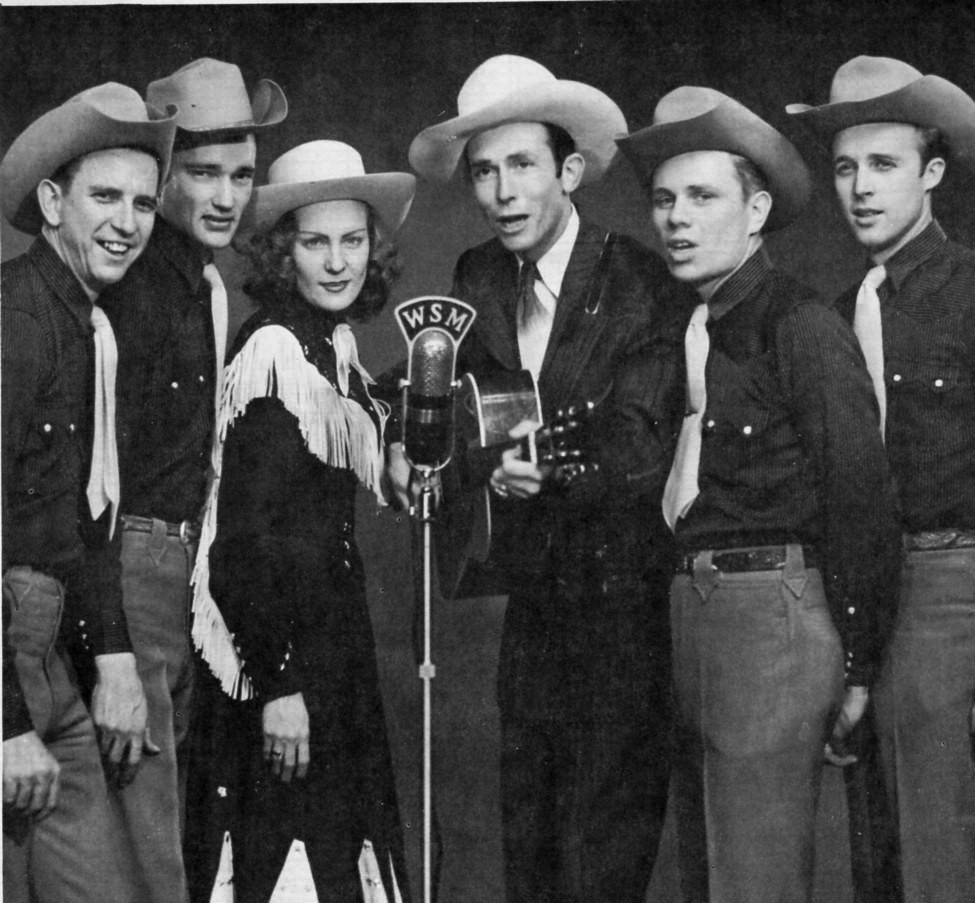
Hank Williams con i Drifting Cowboys

Il buon contratto con la radio ed il considerevole successo permisero presto ad Hank di formare la propria band di supporto, i Drifting Cowboys, composta dal chitarrista Braxton Schuffert, dal violinista Freddie Beach e dal comico Smith "Hezzy" Adair. Hank abbandonò la scuola nel 1939, dedicandosi completamente alla band, che si esibiva in giro per l'Alabama. Lillie Williams diventa un'abile agente per la band, organizzando date sempre più lontano; intanto Hank ogni weekend tornava a Montgomery per lo spettacolo alla radio.
L'entrata del Paese nella seconda guerra mondiale creò grossi problemi in quanto tutti i membri della band furono arruolati, ed i rimpiazzi si rifiutavano di suonare con Hank, a causa dei suoi seri problemi con l'alcool. Il suo idolo, Roy Acuff, per metterlo in guardia dall'alcool, gli disse un giorno: "tu hai una voce da un milione di dollari, ragazzo, ma un cervello da dieci centesimi." Nonostante gli avvertimenti di Acuff, Hank continuò con gli eccessi fino al punto di farsi licenziare nel 1942 dalla WSFA.

### Il successo
Nella sua breve carriera Hank Williams ebbe 12 canzoni al numero 1 della classifica statunitense - Lovesick Blues, I'm So Lonesome I Could Cry, Long Gone Lonesome Blues, Why Don't You Love Me?, Moanin' the Blues, Cold, Cold Heart, Hey Good Lookin', Jambalaya (On the Bayou) , I'll Never Get Out of This World Alive, Kaw-Liga, Your Cheatin' Heart, Take These Chains From My Heart - ed innumerevoli brani nei primi dieci.
Nel 1943 Williams conobbe Audrey Shepard, ed i due si sposarono qualche anno dopo. La moglie divenne anche la sua agente, aiutandolo a diventare una celebrità. Nel 1946 Hank pubblicò due singoli per la Sterling Rc's, Honky Tonkin' e Never Again, entrambi con buon successo. Williams firmò allora con la Metro-Goldwyn-Mayer Records con la quale incise Move It On Over, con strepitoso successo. Si trasferì in seguito in Louisiana e scrisse alcuni brani discreti; nel 1949 pubblicò la sua versione di Lovesick Blues, che divenne uno dei più grandi successi country di tutti i tempi, venduto in tutto il paese. Quello stesso anno suonò nell'allora celebre Grand Ole Opry, e fu il primo cantante di tutti i tempi a cui furono richiesti ben sei bis. In quell'occasione ricompose i Drifting Cowboys con Bob McNett alla chitarra, Hillious Butrum al contrabbasso, Jerry Rivers al violino e Don Helms alla chitarra solista. Sempre nel 1949 Hank pubblicò altri pezzi di successo come Wedding Bells, Mind Your Own Business, You're Gonna Change (Or I'm Gonna Leave) e My Bucket's Got a Hole in It.
Sempre nel 1949 la moglie Audrey diede alla luce Randall Hank Williams, conosciuto poi come Hank Williams Jr.

### Luke The Drifter
Nel 1950 Williams cominciò ad incidere con il nome d'arte di "Luke The Drifter" (Luke il Vagabondo) pezzi in cui esprimeva pensieri sulla morale, spesso recitati più che cantati. Questa scelta anticommerciale rese esitanti i più popolari disc jockey a mandare alla radio i suoi pezzi, incidendo sensibilmente sulle vendite del cantante. Di questo periodo sono i successi My Son Calls Another Man Daddy, They'll Never Take Her Love from Me, Why Should We Try Anymore?, Nobody's Lonesome for Me, Long Gone Lonesome Blues, Why Don't You Love Me?, Moanin' the Blues e I Just Don't Like This Kind of Livin'. Dear John ebbe un discreto successo, ma la sua B-side Cold, Cold Heart rimase forse uno dei suoi più celebri pezzi, aiutata anche dalla versione pop di Tony Bennett del 1951, prima della lunga serie di pezzi non country di Williams. Cold, Cold Heart fu cantata anche da Guy Mitchell, Teresa Brewer, Dinah Washington, Lucinda Williams, Cowboy Junkies, Frankie Laine, Jo Stafford e Norah Jones. Dello stesso anno è la grande hit Crazy Heart.

### Il declino e gli ultimi anni
La vita di Hank si rivelò presto incompatibile con il successo. Il suo matrimonio, turbolento fin dall'inizio, finì in pochi anni, e all'alcolismo si aggiunsero la dipendenza dalla morfina e altri antidolorifici, sostanze che Williams assumeva anche a causa del suo costante mal di schiena causato dalla spina bifida. Nel 1952 si separò da Audrey, tornando a vivere con la madre, pur continuando a comporre successi come Half as Much, Jambalaya (On the Bayou), Settin' the Woods on Fire, You Win Again e I'll Never Get Out of This World Alive. Da una breve relazione con Bobby Jett nacque la seconda figlia di Hank, Jett Williams, la quale però non vide mai il padre.
Nell'ottobre 1952 Williams venne licenziato dal Grand Ole Opry. Il 18 ottobre si sposò all'auditorium municipale di New Orleans con Billie Jean Jones, cerimonia alla quale partecipano 14 000 spettatori paganti. Poco più tardi i Drifting Cowboys decisero di sciogliersi, poiché Hank costava in alcol più di quanto gli organizzatori pagassero per gli show.

## Morte
Il 31 dicembre 1952 Williams doveva suonare a Charleston, in Virginia Occidentale, e il giorno seguente a Canton, in Ohio. A causa di una persistente tempesta di neve nella regione di Montgomery che impediva di volare, Williams assoldò un autista, il diciassettenne Carl Curr, affinché lo portasse ai concerti. Il 31 dicembre sostarono all'Andrew Johnson Hotel di Knoxville, nel Tennessee. Poiché Williams soffriva di molti dolori, anche in seguito a una recente caduta, e aveva assunto molto alcol e antidolorifici, prima di partire quella sera stessa Carl Curr fece chiamare un medico che iniettò a Williams due siringhe di una soluzione di cobalamina (comune vitamina B12) e sei milligrammi di morfina. Qualche ora dopo, l'autista rinveniva sul sedile posteriore il corpo senza vita di Williams.
L'ultima canzone edita di Williams, dal titolo I'll Never Get Out of This World Alive ("Non uscirò mai vivo da questo mondo"), era stata pubblicata nel novembre 1952, poche settimane prima della morte. Il 6 gennaio 1953 nacque sua figlia Jett Williams. La vedova Williams sposò a settembre dello stesso anno la stella del country Johnny Horton.

## Discografia

### Album
| Anno | Titolo                                                                          | Massima posizione raggiunta | Massima posizione raggiunta | Massima posizione raggiunta | RIAA     | Etichetta |
| Anno | Titolo                                                                          | US Country                  | USA                         | CAN Country                 | RIAA     | Etichetta |
| ---- | ------------------------------------------------------------------------------- | --------------------------- | --------------------------- | --------------------------- | -------- | --------- |
| 1952 | Hank Williams Sings                                                             | —                           | —                           | —                           | —        | MGM       |
| 1952 | Moanin' the Blues                                                               | —                           | —                           | —                           | —        | MGM       |
| 1953 | Memorial Album                                                                  | —                           | —                           | —                           | —        | MGM       |
| 1953 | Hank Williams as Luke the Drifter                                               | —                           | —                           | —                           | —        | MGM       |
| 1954 | Honky Tonkin'                                                                   | —                           | —                           | —                           | —        | MGM       |
| 1954 | I Saw the Light                                                                 | —                           | —                           | —                           | —        | MGM       |
| 1954 | Ramblin' Man                                                                    | —                           | —                           | —                           | —        | MGM       |
| 1957 | 36 of His Greatest Hits                                                         | —                           | —                           | —                           | —        | MGM       |
| 1957 | Sing Me a Blue Song                                                             | —                           | —                           | —                           | —        | MGM       |
| 1958 | Hank Williams Sings 36 More of His Great Hits                                   | —                           | —                           | —                           | —        | MGM       |
| 1958 | The Immortal Hank Williams                                                      | —                           | —                           | —                           | —        | MGM       |
| 1959 | The Unforgettable Hank Williams                                                 | —                           | —                           | —                           | —        | MGM       |
| 1960 | Wait for the Light to Shine                                                     | —                           | —                           | —                           | —        | MGM       |
| 1960 | The Lonesome Sound of Hank Williams                                             | —                           | —                           | —                           | —        | MGM       |
| 1961 | The First, Last & Always                                                        | —                           | —                           | —                           | —        | MGM       |
| 1961 | I'm Blue Inside                                                                 | —                           | —                           | —                           | —        | MGM       |
| 1962 | Hank Williams on Stage                                                          | —                           | —                           | —                           | —        | MGM       |
| 1963 | On Stage Volume II                                                              | —                           | —                           | —                           | —        | MGM       |
| 1965 | Father & Son (w/ Hank Williams, Jr.)                                            | 8                           | 139                         | —                           | —        | MGM       |
| 1966 | The Legend Lives Anew                                                           | 35                          | —                           | —                           | —        | MGM       |
| 1967 | Hank Williams / Hank Williams Jr. Again (w/ Hank Williams, Jr.)                 | 38                          | —                           | —                           | —        | MGM       |
| 1968 | In the Beginning                                                                | 37                          | —                           | —                           | —        | MGM       |
| 1968 | Hank Williams' Greatest Hits                                                    | 42                          | —                           | —                           | Platinum | MGM       |
| 1969 | The Essential Hank Williams                                                     | 25                          | —                           | —                           | —        | MGM       |
| 1970 | Life to Legend                                                                  | 34                          | —                           | —                           | —        | MGM       |
| 1973 | The Legend of Hank Williams in Song and Story (w/ Hank Williams, Jr.)           | 17                          | —                           | —                           | —        | MGM       |
| 1974 | Insights Into Hank Williams in Song and Story                                   | 37                          | —                           | —                           | —        | MGM       |
| 1976 | Hank Williams, Sr. / Live at the Grand Ole Opry                                 | 13                          | 27                          | —                           | —        | MGM       |
| 1976 | 24 of Hank Williams' Greatest Hits                                              | 16                          | —                           | —                           | Platinum | MGM       |
| 1977 | 24 Greatest Hits Vol. 2                                                         | 49                          | —                           | —                           | —        | Polydor   |
| 1978 | 40 Greatest Hits                                                                | —                           | —                           | —                           | Platinum | Mercury   |
| 1992 | The Best of Hank & Hank (w/ Hank Williams, Jr.)                                 | 44                          | 179                         | 26                          | —        | Curb      |
| 1994 | The Hits, Volume 1                                                              | —                           | —                           | —                           | —        | Mercury   |
| 1996 | Three Hanks: Men with Broken Hearts (w/ Hank Williams, Jr. & Hank Williams III) | 29                          | —                           | —                           | —        | Curb      |
| 1998 | The Complete Hank Williams                                                      | —                           | —                           | —                           | —        | Mercury   |
| 1998 | 20 of Hank Williams' Greatest Hits                                              | —                           | —                           | —                           | Gold     | Mercury   |
| 2002 | The Ultimate Collection                                                         | 32                          | —                           | —                           | —        | Mercury   |
| 2008 | The Unreleased Recordings                                                       | 42                          | —                           | —                           | —        | Time Life |
| 2008 | The Unreleased Recordings                                                       | 49                          | —                           | —                           | —        | Time Life |
| 2009 | The Unreleased Recordings: Gospel Keepsakes                                     | 51                          | —                           | —                           | —        | Time Life |
| 2009 | The Unreleased Recordings: Revealed                                             | 64                          | —                           | —                           | —        | Time Life |
| 2010 | The Complete Mother's Best Recordings...Plus!                                   | —                           | —                           | —                           | —        | Time Life |
| 2011 | Bound for the Promised Land                                                     | 53                          | —                           | —                           | —        | Time Life |
| 2011 | Icon: Hank Williams                                                             | 51                          | —                           | —                           | —        | Mercury   |
| 2012 | The Greatest Hits Live: Volume 1                                                | 61                          | —                           | —                           | —        | Time Life |
| 2012 | The Greatest Hits Live: Volume 2                                                | 67                          | —                           | —                           | —        | Time Life |

### Singoli
| Anno | Lato A                                   | Classifica* | Lato B                                          | Classifica* |
| 1947 | Never Again (Will I Knock on Your Door)  | —           | Calling You                                     | —           |
| 1947 | Wealth Won't Save Your Soul              | —           | When God Comes and Gathers His Jewels           | —           |
| 1947 | My Love for You (Has Turned to Hate)     | —           | I Don't Care (If Tomorrow Never Comes)          | —           |
| 1947 | Pan American                             | —           | Honky Tonkin'                                   | —           |
| 1947 | Move It On Over                          | #4          | I Heard You Crying in Your Sleep                | —           |
| 1947 | On the Banks of the Old Pontchartrain    | —           | Fly Trouble                                     | —           |
| 1948 | My Sweet Love Ain't Around               | —           | Rootie Tootie                                   | —           |
| 1948 | Honky Tonkin'                            | #14         | I'll Be a Bachelor 'Til I Die                   | —           |
| 1948 | I'm a Long Gone Daddy                    | #6          | The Blues Come Around                           | —           |
| 1948 | I Saw the Light                          | —           | Six More Miles (To the Graveyard)               | —           |
| 1948 | A Mansion on the Hill                    | —           | I Can't Get You Off of My Mind                  | —           |
| 1949 | Lovesick Blues                           | #1          | Never Again (Will I Knock on Your Door)         | #6          |
| 1949 | Wedding Bells                            | #5          | I've Just Told Mama Goodbye                     | —           |
| 1949 | Mind Your Own Business                   | #5          | There'll Be No Teardrops Tonight                | —           |
| 1949 | You're Gonna Change (Or I'm Gonna Leave) | #4          | Lost Highway                                    | —           |
| 1949 | I'm So Lonesome I Could Cry              | #1          | My Bucket's Got a Hole In It                    | #2          |
| 1950 | I Just Don't Like This Kind of Living    | #5          | May You Never Be Alone                          | —           |
| 1950 | Long Gone Lonesome Blues                 | #1          | My Son Calls Another Man Daddy                  | #9          |
| 1950 | Why Don't You Love Me?                   | #1          | A House Without Love                            | —           |
| 1950 | Why Should We Try Anymore?               | #9          | They'll Never Take Her Love from Me             | #4          |
| 1950 | Moanin' the Blues                        | #1          | Nobody's Lonesome for Me                        | #9          |
| 1951 | Cold, Cold Heart                         | #1          | Dear John                                       | #6          |
| 1951 | Howlin' at the Moon                      | #3          | I Can't Help It (If I'm Still in Love with You) | #2          |
| 1951 | Hey Good Lookin'                         | #1          | My Heart Would Know                             | —           |
| 1951 | (I Heard That) Lonesome Whistle          | #9          | Crazy Heart                                     | #2          |
| 1951 | Baby, We're Really in Love               | #4          | I'd Still Want You                              | —           |
| 1952 | Honky Tonk Blues                         | #2          | I'm Sorry for You, My Friend                    | —           |
| 1952 | Half as Much                             | #2          | Let's Turn Back the Years                       | —           |
| 1952 | Jambalaya (On the Bayou)                 | #1          | Window Shopping                                 | —           |
| 1952 | Settin' the Woods on Fire                | #3          | You Win Again                                   | #7          |
| 1952 | I'll Never Get Out of This World Alive   | #1          | I Could Never Be Ashamed of You                 | —           |
| 1953 | Kaw-Liga                                 | #1          | Your Cheatin' Heart                             | #1          |
| 1953 | I Won't Be Home No More                  | #4          | Take These Chains from My Heart                 | #1          |
| 1953 | Weary Blues from Waitin'                 | #7          | (no b-side)                                     |             |
| 1955 | Please Don't Let Me Love You             | #9          | (no b-side)                                     |             |
| 1966 | I'm So Lonesome I Could Cry              | #43         | (re-release)                                    |             |
| 1976 | Why Don't You Love Me                    | #61         | (re-release)                                    |             |
| 1989 | There's a Tear in My Beer                | #7          | (dubbed recording with Hank Williams Jr.)       |             |

- Classifica si riferisce alla più alta posizione della classifica U.S.A.Hot Country Singles & Tracks separatamente per A-Side e B-Side.

## Eredità artistica
Il governatore dell'Alabama, Gordon Persons, proclamò ufficialmente il 21 settembre la "Giornata di Hank Williams" (Hank Williams Day). Il giorno della prima celebrazione, nel 1954, fu inaugurato un monumento di Hank Williams, nello stadio di baseball Cramton Bowl. Il monumento fu poi posto nel luogo di sepoltura di Williams. Durante la cerimonia, Ferlin Husky eseguì una cover del brano I Saw the Light.
Durante la sua carriera, Williams ebbe numerosi brani alla posizione numero uno nelle classifiche di vendita (Lovesick Blues, Long Gone Lonesome Blues, Why Don't You Love Me, Moanin' the Blues, Cold, Cold Heart, Hey, Good Lookin', Jambalaya (On the Bayou), I'll Never Get Out of This World Alive, Kaw-Liga, Your Cheatin' Heart, e Take These Chains from My Heart), e molti altri entrarono in top ten. Questo lo rese uno dei cantautori americani più popolari e di maggior successo del periodo.
L'8 febbraio 1960, fu dedicata a Williams la stella numero 6400 dell'Hollywood Walk of Fame. Nel 1961 fu uno dei primi tre musicisti ad essere inserito nella Country Music Hall of Fame, assieme a Jimmie Rodgers e a Fred Rose. Nel 1985, fu introdotto nell'Alabama Music Hall of Fame.
La rivista "Downbeat Magazine" lo giudicò il musicista country and Western più popolare della storia. Nel 1977, l'organizzazione nazionale "CB truck drivers", scelse il brano Your Cheatin' Heart come canzone preferita in assoluto. Nel 1987, la Rock and Roll Hall of Fame, inserì Hank Williams nella categoria "Early Influence", tra gli artisti significativi per la nascita del Rock and Roll. Nel 2003, la rete televisiva CMT, lo posizionò al secondo posto nella lista dei "40 migliori artisti country della storia". Nel 2004, la rivista Rolling Stone, lo posizionò al numero 74 nella lista dei "100 migliori artisti della storia della musica". Il sito web "Acclaimedmusic", il quale anno per anno giudica i migliori artisti e i migliori dischi della storia della musica usciti in quel periodo, posiziona Hank Williams al primo posto nella decade 1940-1949, con la canzone I'm So Lonesome I Could Cry.
Molti pionieri del Rock and Roll, come Elvis Presley, Johnny Cash, Bob Dylan, Jerry Lee Lewis, Merle Haggard, Gene Vincent, Carl Perkins, Ricky Nelson, Jack Scott, e Conway Twitty, hanno eseguito cover dei brani di Hank Williams durante la loro carriera.
Nel 2011, la canzone di Hank Williams del 1949, Lovesick Blues, fu introdotta nella Recording Academy Grammy Hall of Fame. Nello stesso anno, l'album raccolta Hank Williams: The Complete Mother's Best Recordings….Plus! ottenne una nomination ai Grammy per il "miglior album storico" ("Best Historical Album"). Nel 1999, Williams fu introdotto nella Native American Music Hall of Fame.
Il 12 aprile 2010, Williams ottenne una nomina speciale al Premio Pulitzer. In quell'occasione venne definito "il cantautore che trasformò la musica country in una delle più alte espressioni della musica americana". Seguendo le sue orme, il figlio Hank Williams Jr., la figlia Jett Williams, il nipote Hank Williams III, e le nipoti Hilary Williams e Holly Williams, sono tutti diventati celebri star del country.
Il 4 ottobre 2011, venne pubblicato un album dal titolo The Lost Notebooks of Hank Williams, il quale contiene numerose cover, eseguite da vari artisti, delle canzoni che Hank scrisse in vita ma non riuscì a pubblicare ufficialmente. Tra le tracce è presente la canzone, rimasta incompiuta, che Hank stava scrivendo prima di morire. Tra gli artisti che hanno preso parte al disco, vi sono: Bob Dylan, Alan Jackson, Norah Jones, Jack White, Lucinda Williams, Vince Gill, Rodney Crowell, Patty Loveless, Levon Helm, Jakob Dylan, Sheryl Crow e Merle Haggard.

## Tributi e omaggi
Numerosi sono i tributi alla figura di Hank Williams; di seguito, saranno elencati alcuni tra i più importanti:

### Album
Esistono numerosi album tributo dedicati ad Hank Williams, pubblicati da diversi artisti, tra i quali si ricordano: Connie Stevens, Floyd Cramer, George Jones, Glen Campbell, Freddy Fender, Moe Bandy, Ronnie Hawkins, Charlie Rich, Del Shannon, Sammy Kershaw, Trio Los Panchos, Roy Orbison e Hank Locklin. Qualche esempio di album che omaggia la figura di Hank Williams:
- L'album tributo Timeless, pubblicato nel 2001, il quale include varie cover di brani di Williams, interpretate da Bob Dylan, Johnny Cash, Keith Richards, Tom Petty, Hank Williams III, e altri. La versione di Johnny Cash del brano "I Dreamed About Mama Last Night" che appare nell'album, fu nominata ai Grammy Award per la categoria Best Male Country Vocal Performance. Timeless fu anche nominato ai Grammy per il Best Country Album.
- Dion Dimucci, definì Hank Williams l'artista che ha esercitato maggiore influenza su di lui, ed eseguì una cover del brano "Honky Tonk Blues" nell'album "Bronx in Blues" del 2007, il quale fu nominato ai Grammy.
- Johnny Cash e Jerry Lee Lewis eseguirono alcune tra le canzoni più celebri di Williams, nell'album del 1971 Johnny Cash and Jerry Lee Lewis Sing Hank Williams.
- La band britannica di rock alternativo The The, registrò un intero album di cover di Hank Williams, uscito nel 1994, dal titolo "Hanky Panky". Inizialmente, il disco in questione, avrebbe dovuto essere il primo di una serie di album dedicati ad Hank Williams, ma il progetto fu interrotto.
- Il cantautore irlandese Bap Kennedy registrò undici canzoni di Hank Williams nell'album Hillbilly Shakespeare del 1999. Il successivo album, Lonely Street del 2000, contiene vari riferimenti a Williams.

### Canzoni
Nel 1981, lo steel guitarist dei Drifting Cowboys, Don Helms, registrò, assieme ad Hank Williams Jr., il brano The Ballad of Hank Williams. La canzone era cantata nella stessa tonalità del brano The Battle of New Orleans, canzone popolarizzata da Johnny Horton. Il ritornello del brano: «So he fired my ass and he fired Jerry Rivers and he fired everybody just as hard as he could go. He fired Old Cedric and he fired Sammy Pruett. And he fired some people that he didn't even know», è un ironico riferimento a un episodio reale accaduto a Williams.
Nel 1991, l'artista country Alan Jackson, pubblicò il brano Midnight in Montgomery, canzone nella quale viene descritto un immaginario incontro tra l'artista e il fantasma di Hank Williams, nel luogo di sepoltura di quest'ultimo.
Marty Stuart, cantautore country, omaggiò Williams nel brano Me And Hank And Jumping Jack Flash. La canzone tratta un tema simile a Midnight in Montgomery.
Nel 1983, l'artista country David Allan Coe, pubblicò il brano The Ride, canzone che tratta l'incontro di un giovane chitarrista con lo spettro di Hank Williams, intento a guidare una Cadillac nei pressi di Nashville: « ... You don't have to call me mister, mister, the whole world called me Hank».
Le canzoni che omaggiano Hank Williams sono:
- A Legend Froze In Time di Don Helms
- This Ain't Montgomery di Joey Allcorn e Hank Williams III
- Hank Williams' Ghost di Darrell Scott.
- Hank and Fred di Loudon Wainwright III.
- A Tribute To Hank Williams, My Buddy di Luke McDaniel.
- The Car Hank Died In di The Austin Lounge Lizards.
- Hank di Her Make Believe Band
- Heart's Hall of Fame di The Bailey Brothers.
- Time Marches On di Tracy Lawrence "Reference"
- Hank Williams, You Wrote My Life di Moe Bandy (scritta con Paul Craft).
- Long White Cadillac, originariamente registrata da The Blasters. La canzone fu scritta e successivamente interpretata da Dave Alvin dopo l'abbandono del gruppo. Fu anche reinterpretata da Dwight Yoakam.
- The Ride di David Allan Coe.
- Tower of Song di Leonard Cohen.
- Talkin To Hank di Mark Chesnutt.
- A Legend Froze In Time di David Church.
- Hank Williams Said It Best di Guy Clark e recentemente eseguita da Mick Harvey.
- Alcohol and Pills di Fred Eaglesmith and reinterpretata da Todd Snider.
- Tribute To Hank Williams di Tim Hardin.
- The Life of Hank Williams di Hawkshaw Hawkins.
- Midnight in Montgomery di Alan Jackson.
- Winkin' Blinkin' Country Music Star di Tex Garrison contiene il verso: «A Storybook Of Love Gone Wrong By Luke The Driftin' Vagabond».
- Here's to Hank di Stonewall Jackson.
- The Night Hank Williams Came to Town di Johnny Cash e Waylon Jennings.
- Are You Sure Hank Done It This Way?, If Old Hank Could Only See Us Now, e Hank Williams Syndrome, tutte di Waylon Jennings.
- The Conversation di Waylon Jennings e Hank Williams Jr.
- Hank's Cadillac eseguita dall'omonimo gruppo.
- Hank Williams' Cadillac e I Feel Like Hank Williams Tonight di Chris Wall.
- The Great Hank di Robert Earl Keen, la quale racconta di un sogno nel quale il compositore e Williams, duettano in un bar.
- Has Anybody Here Seen Hank? di The Waterboys.
- The Ghost Of Hank Williams dei Kentucky Headhunters.
- If You Don't Like Hank Williams di Kris Kristofferson.
- Things Change di Tim McGraw e I Need You di McGraw e sua moglie Faith Hill.
- Hank's Cadillac di Ashley Monroe.
- Nosferatu Man di Slint contiene i versi: «If I could settle down, I'd be doing just fine/Until I hear that old train, coming down the line» tratti dalla canzone di Williams Ramblin' Man.
- Hank, Karen And Elvis dei Young Fresh Fellows
- Mission from Hank di Aaron Tippin.
- Time to Change my Name to Hank scritta da Jim Flynn.
- I Feel Like Hank Williams Tonight di Jerry Jeff Walker.
- Crank the Hank di Dallas Wayne.
- Family Tradition di Hank Williams, Jr.
- If He Came Back Again di The Highwaymen.
- Classic Cars di Bright Eyes.
- Curse of Hank di Tim Hus.
- Rollin' and Ramblin' (The Death of Hank Williams) di R. & L. Williams e J. Clark. Reinterpretata da Emmylou Harris
- This Old Guitar di Neil Young (si riferisce alla chitarra originale di Hank Williams).
- Tramp on Your Street di Billy Joe Shaver.
- The Death of Hank Williams e Hank Williams Sings the Blues No More, di Jimmie Logsdon.
- Hats Off to Hank di Buzz Cason.
- I Couldn't Sleep for Thinkin' Of Hank Williams di Henry McCullough
- Don't Look Down di Grant Lee Phillips contiene la frase: «Luke The Drifter and me thumbed us a ride down the highway of dreams».
- Rebel Meets Rebel di Rebel Meets Rebel contiene il coro: «Rebel meets rebel, we've got our pride, like old Hank said, it's been a long, hard ride».
- The Grand Ole Opry (Ain't So Grand Anymore) di Hank Williams III include il verso: «The Grand Ole Opry ain't so grand anymore/Did you know Hank Williams is not a member, but they keep him outside their door».
- Who's Gonna Fill Their Shoes di George Jones si riferisce a Williams nella frase, «You know the heart of country music still beats in Luke the Drifter, you can tell it when he sang "I Saw the Light"».
- Hank Williams di Ry Cooder.
- Montgomery in the Rain di Steve Young, reinterpretata da Hank Willimas Jr.
- Roberta di Rev. Billy C. Wirtz («underneath the black velvet painting of Elvis, Jesus and John Wayne walking together through eternity, watched over by Hank Sr.»)
- Ghost of Hank Williams di David Allan Coe.
- Hank it di Justin Moore
- I Saw the Light di David Crowder Band
- Crazy Town di Jason Aldean
- My Kinda Party, originariamente interpretata da Brantley Gilbert e reinterpretata da Jason Aldean.
- Hank di Jason Boland & the Stragglers
- When You Died at Twenty-Nine di Slaid Cleaves
- Ole Hank Williams di Jim Tragas
- Hank Williams di Los Langeros
- Lotta Boot Left To Fill di Eric Church
- If Heaven Wasn't So Far Away di Justin Moore

Altre canzoni sono: Hank, It Will Never Be the Same Without You, Hank Williams Meets Jimmie Rodgers, Tribute to Hank Williams, Hank and Lefty Raised My Country Soul, Hank Williams Will Live Forever, The Ghost of Hank Williams, In Memory of Hank Williams, Thanks Hank, Hank's Home Town, Good Old Boys Like Me (Hank Williams and Tennessee Williams), Why Ain't I Half as Good as Old Hank (Since I'm Feeling All Dead Anyway)?, The Last Letter e l'album di Charley Pride, There's a Little Bit of Hank in Me. (Brackett 2000, p. 219-22).
Menzione a parte merita il brano I've Done Everything Hank Did But Die, composto dal cantautore Keith Whitley e mai ufficialmente pubblicato. Si presume che la registrazione risalga all'epoca in cui Whitley aveva 29 anni, la stessa età che aveva Williams quando morì. Proprio come il suo idolo, anche Whitley dovette combattere contro l'alcolismo, finché la morte non lo colse, all'età di 33 anni.
Nell'album Show Me Your Tears, Frank Black racconta la tragedia della morte di Hank Williams, nel brano Everything Is New.

### Altri omaggi
Nel 2003 fu prodotto un musical su Hank Williams, dal titolo Hank Williams: Lost Highway, prodotto da David Fishelson e diretto da Randal Myler. Il musical ottenne diversi riconoscimenti, tra i quali varie nomine come "Best Musical" e "Best Off-Broadway Musical". L'attore Jason Petty ricevette un premio Obie. Lo show ricevette un giudizio positivo dalla rivista Rolling Stone e una recensione entusiastica sul New York Magazine, oltre ad altri riconoscimenti.
Hank Williams: The Show He Never Gave è un dramma su Hank Williams, scritto da Maynard Collins, con Sneezy Waters. Un film per le TV Canadesi, fu trasmesso il 31 dicembre 1980. Un altro tributo ad Hank Williams è Images of a Country Drifter.
Il cantautore Leonard Cohen cita Hank Williams nel brano Tower of Song, nei versi:
I said to Hank Williams: "How lonely does it get?"
Hank Williams hasn't answered yet
But I hear him coughing all night long
Oh, a hundred floors above me in the Tower of Song
La band statunitense di indie rock Bright Eyes, parla della morte di Williams nel brano "Classic Cars", nei versi:
She was a real royal lady
True patron of the arts
Said the best country singers
Die in the back of classic cars
Nel 2015 il brano Honky Tonkin' riceve il Grammy Hall of Fame Award.
Lo "spettro" di Williams rivive nel romanzo del 2011 di Steve Earle, Non uscirò vivo da questo mondo, pubblicato in Italia l'anno successivo da Mondadori.

## Film biografici

### La tua voce e il tuo cuore (Your Cheatin' Heart)
La storia di Hank Williams fu portata al cinema per la prima volta nel lungometraggio La tua voce e il tuo cuore (Your Cheatin' Heart) del 1964, diretto da Gene Nelson, con George Hamilton, Susan Oliver e Red Buttons.
Il film uscì nei cinema statunitensi il 4 novembre 1964 e ottenne un incasso totale di 2500000 $. Inizialmente fu distribuito in bianco e nero, unica versione disponibile fino al 1990, quando fu realizzata una versione a colori che venne pubblicata il 1º gennaio 1991, in occasione del trentottesimo anniversario della morte di Hank Williams.
Il cast era composto da:
- George Hamilton nel ruolo di Hank Williams
- Susan Oliver nel ruolo di Audrey Williams
- Red Buttons nel ruolo di Shorty Younger
- Arthur O'Connell nel ruolo di Fred Rose
- Shary Marshall nel ruolo di Ann Younger
- Rex Ingram nel ruolo di Teetot
- Chris Crosby nel ruolo di Sam Priddy
- Rex Holman nel ruolo di Charley Bybee
- Hortense Petra nel ruolo di Wilma
- Roy Engel nel ruolo di Joe Rauch
- Donald Losby nel ruolo di Hank Williams da ragazzino
- Kevin Tate nel ruolo di Boy Fishing.

La versione DVD del film uscì negli Stati Uniti il 9 novembre 2010.
Nel 2011 uscì nelle sale il lungometraggio The Last Ride, diretto da Harry Thomason, incentrato sugli ultimi quattro giorni di vita di Hank Williams. Nel film, l'attore Henry Thomas interpreta Hank Williams, mentre Jesse James interpreta Silas, l'autista personale di Williams. Il film incassò 27,000 $ e detiene uno scarso punteggio di 44% sul sito Rotten Tomatoes.
Il cast del film presenta:
- Henry Thomas nel ruolo di Hank Williams/"Mr. Wells"/Luke
- Jesse James nel ruolo di Silas
- Fred Thompson nel ruolo di O'Keefe
- Kaley Cuoco nel ruolo di Wanda

### Hank Williams First Nation
Altro film su Hank Williams è Hank Williams First Nation, diretto da Aaron James Sorensen.
Il film vede la partecipazione dell'attore Gordon Tootoosis.

### I Saw The Light
Il film di maggior successo sulla vita di Williams è il biopic I Saw The Ligh. La pellicola, rilasciata nel 2015, è del regista Marc Abraham e racconta le vicende di Williams, impersonato da Tom Hiddleston.

## Brani celebri

### Move It On Over
Nel 1947, Hank Williams ottenne il suo primo grande successo discografico, grazie al brano Move It On Over, primo di una lunga serie di hit. La canzone raggiunse la posizione numero 4 nella classifica di Billboard dei singoli country.
Il brano è considerato molto influente per la nascita del rock and roll, e ispirò la composizione di alcuni classici di tale genere, come Rock Around the Clock, portata al successo sette anni dopo da Bill Haley. Il brano racconta, molto ironicamente, la storia di un uomo costretto a dormire fuori dalla propria abitazione durante la notte, nella cuccia del cane, perché la moglie si rifiuta di farlo entrare in casa.
La canzone fu reinterpretata da molti artisti, come Ray Charles, Bill Haley, Tiny Hill and the Hilltoppers, George Thorogood and the Destroyers e Hank Williams Jr.. Fu inoltre inserita nella colonna sonora dei videogame L.A. Noire e Guitar Hero: Warriors of Rock.

### I Saw the Light
I Saw the Light, pubblicata da Williams nel 1948, è un brano country gospel, tra i più famosi dell'artista. Il cantautore era solito utilizzare il brano come chiusura dei concerti.
In realtà il brano, all'epoca della prima uscita, non fu un successo commerciale, ma nel tempo ottenne sempre più celebrità, tanto da essere stata reinterpretata da una moltitudine di artisti ed essere stata inserita al numero 1 nella lista di CMT delle "20 Greatest Songs of Faith" nel 2005.

### Lovesick Blues
Nel 1949 Hank Williams raggiunse per la prima volta la posizione numero 1 nella classifica di Billboard dei singoli Country & Western più venduti grazie al brano Lovesick Blues. La canzone era in realtà una cover di un vecchio brano composto da Cliff Friend e Irving Mills e apparve per la prima volta nel musical Oh, Ernest del 1922. Divenne celebre nella versione del 1928 di Emmet Miller. Prima di Williams, la canzone fu incisa da Rex Griffin, in una versione che influenzò quella di Hank, il quale cantò il brano per la prima volta in un'esibizione dal vivo nel 1948.
Inizialmente il produttore del brano, Fred Rose, rimase insoddisfatto dell'incisione di Williams, e arrivò a definirla "la peggiore cosa mai registrata dal cantautore". Williams, al contrario, si dimostrò subito sicuro del singolo, che infatti, una volta pubblicato, riscosse un successo immediato. All'epoca Cashbox la nominò "la miglior registrazione Hillbilly dell'anno", e oggi rimane una delle più celebri canzoni country della storia.

### I'm So Lonesome I Could Cry
I'm So Lonesome I Could Cry fu pubblicata per la prima volta nel 1949, ottenendo un grande successo, e in seguito nel 1966, come singolo. Williams scrisse il brano ispirandosi alla tormentata relazione con la moglie Audrey Sheppard. La rivista di critica musicale Rolling Stone la inserì nella lista delle 500 più grandi canzoni della storia, alla posizione numero 111.
Numerosi artisti reinterpretarono il brano, ad esempio Elvis Presley, Johnny Cash, Nick Cave, Bob Dylan, Little Richard, Townes Van Zandt e tanti altri.

### Long Gone Lonesome Blues
Nel 1950, Hank Williams ottenne nuovamente la prima posizione nella classifica degli Hot Country Singles di Billboard, grazie al brano Long Gone Lonesome Blues. La canzone rimane in classifica ventitré settimane, di cui cinque al vertice.
Nel 1964 Hank Williams Jr. fece di questa canzone il suo singolo di debutto. La sua versione raggiunse il quinto posto nella classifica dei singoli country più venduti dell'epoca. Nel 1987 Dennis Robbins ne registrò una sua versione, la quale si classificò sessantatreesima nella medesima classifica.

### Why Don't You Love Me
Nel 1950 uscì il brano Why Don't You Love Me, altra numero uno di Williams. La canzone venne pubblicata come lato A dell'omonimo singolo, il quale comprendeva come lato B il brano A House Without Love.
Why Don't You Love Me fu utilizzata nei titoli di coda del film The Last Picture Show. Il brano fu reinterpretato nel 1969 da Jerry Lee Lewis e da Little Richard e Jimi Hendrix nel loro album Friends from the Beginning uscito nel 1972. Altra cover celebre è quella dei Red Hot Chili Peppers.

### Cold, Cold Heart
Una delle canzoni più popolari di Williams è sicuramente Cold, Cold Heart, brano considerato un classico dell'honky tonk e facente parte del Great American Songbook.
Williams pubblicò il brano nel 1951, come lato B del brano Dear John, il quale si posizionò all'ottava posizione nella classifica di Billboard, al contrario di Cold, Cold Heart che invece guadagnò il primo posto. Nello stesso anno la canzone fu registrata da Tony Bennet in una versione che ottenne un grande successo. Nel tempo, furono tantissimi gli artisti a reinterpretare tale brano, ad esempio Louis Armstrong, Bill Haley, Jerry Lee Lewis, Norah Jones, Johnny Cash, Nat King Cole, e tanti altri. Nel videogioco Batman: Arkham Origins, il Joker canta una versione a cappella di Cold, Cold Heart, durante i crediti, mentre torna nella sua cella al penitenziario di Blackgate.

### Hey Good Lookin'
Il brano Hey Good Lookin' venne composto da Williams come una variazione del brano di Cole Porter del 1942, il quale presentava un nome simile, un testo simile e una melodia simile. La versione di Williams, uscita nel 1951, è quella più celebre, ed ottenne un grande successo raggiungendo la prima posizione nella classifica dei singoli più venduti dell'anno. Tale versione è stata inserita, nel 2001, nella Grammy Hall of Fame.
La canzone appare come parte della colonna sonora del videogioco Grand Theft Auto: San Andreas, ed è possibile ascoltarla sintonizzandosi sulla stazione radio "K-Rose". Numerose sono le cover di cui oggi il brano gode, si ricordano quella di Jo Stafford, Johnny Cash, Frankie Laine, e quella di Ray Charles dall'album Modern Sounds in Country and Western Music del 1962.

### Jambalaya (On the Bayou)
Nel 1952, esce il brano Jambalaya (On the Bayou), il quale ottiene un grande successo e scala le vette di Billboard, arrivando al primo posto nella lista dei singoli country più venduti. La canzone prende il titolo da un tipico piatto della Louisiana, e racconta una festa sul fiume con tanto di danze e cibi tradizionali, dove una moltitudine di invitati corteggiano una ragazza di nome Ivonne.
La canzone è diventata uno standard del rock and roll, grazie alle interpretazioni di Jerry Lee Lewis, John Fogerty e Fats Domino, che con la sua versione entrò nella classifica di vendita dei singoli più venduti nel 1961, alla posizione 30 negli Stati Uniti, e 41 nel Regno Unito. Lo scrittore Stephen King, cita numerose volte il brano nel libro "La storia di Lisey".

### I'll Never Get Out of This World Alive
Questo fu l'ultimo brano composto in vita da Hank Williams, il quale lo scrisse in collaborazione con Fred Rose. Uscì postumo e raggiunse la prima posizione nella classifica dei singoli più venduti nel gennaio 1953. La canzone ebbe numerose cover, ad opera di artisti come The Delta Rhythm Boys, Jimmy Dale Gilmore, Jerry Lee Lewis, Hank Williams Jr., Hank Williams III, e altri.
Apparve inoltre nella commedia della BBC, Married, e nella commedia animata della HBO The Life & Times of Tim. Nel videogioco del 2013 The Last of Us per PlayStation 3, il brano appare come parte della colonna sonora, ed è possibile sentirlo, assieme a un'altra canzone dello stesso Williams (Alone and Forsaken), nella scena in cui i due protagonisti dell'avventura, Joel e Ellie, abbandonano la loro città a bordo di un'auto.

### Kaw-Liga
Kaw-Liga fu registrata da Williams, dopo l'abbandono dei Drifting Cowboys, a Nashville nel settembre 1952, e uscì postuma nel gennaio 1953. Composta assieme a Fred Rose, rimase per 14 settimane alla posizione numero 1 della Billboard Country Chart.
Kawliga è una comunità situata nell'Alabama centrale, sul lago Martin. Diede il nome a una statua di legno raffigurante un indiano, soggetto centrale del brano di Williams. Artisti come Johnny Cash, Don McLean, Roy Orbison e altri, eseguirono cover del brano.

### Your Cheatin' Heart
Your Cheatin' Heart è una delle canzoni più famose in assoluto di Williams, ed è considerata una delle più grandi canzoni country della storia della musica. Fu ispirata a Williams dalla relazione con la prima moglie Audrey Sheppard, e fu registrata a Nashville il 23 settembre, sotto la produzione di Fred Rose.
Pubblicato nel gennaio 1953, divenne un immediato successo raggiungendo la prima posizione nella classifica dei singoli country più venduti, complice la tragica morte appena avvenuta del proprio autore. La rivista di critica musicale Rolling Stones inserì il brano nella lista delle 500 migliori canzoni della storia, mentre si posizionò al quinto posto nella lista delle 100 migliori canzoni country della storia, redatta dalla Country Music Television. Nel corso degli anni, numerose cover sono state tratte dal brano, ad opera di vari artisti.

### Ramblin' Man
Ramblin' Man fu scritta da Williams nel 1951 e pubblicata come lato B del singolo Take These Chains from My Heart nel 1953, e nel 1976 riedita nel singolo Why Don't You Love Me.
Il brano si distingue per un testo molto evocativo, una semplice ma efficace struttura musicale basata sull'alternarsi di due accordi, e un arrangiamento minimale, nel quale spiccano i riff di steel guitar. Williams canta la canzone utilizzando lo stile del "blue yodel".